# William Summerlin
William Talley Summerlin (1938) è un dermatologo statunitense, divenuto celebre per essersi reso responsabile di un clamoroso caso di frode scientifica.
Nato nella Carolina del Sud, dopo la laurea in medicina presso la Emory School of Medicine di Atlanta, in Georgia, nel 1974 lavora nella squadra di Robert A. Good al Memorial Sloan-Kettering Cancer Center di New York City facendo ricerca sull'immunologia dei trapianti.
Summerlin annunciò di essere riuscito a trapiantare dei tessuti animali tra esseri non compatibili senza causare rigetto. Per dimostrare la sua eccezionale scoperta presentò dei topolini bianchi che avevano delle macchie nere sulla pelle: quelle macchie erano i tessuti trapiantati e, apparentemente, i topolini erano riusciti a sopravvivere mantenendo i tessuti integri senza alcun rigetto o effetto collaterale.
Dopo qualche giorno le macchie cominciarono a sbiadire velocemente ed allora a qualcuno venne l'idea di passare un batuffolo di cotone imbevuto d'alcol sopra le zone "trapiantate" scoprendo così che, oltre a sbiadire, le macchie scomparivano del tutto, cancellate dall'alcol. In realtà le zone nere del "tessuto trapiantato" erano state disegnate da Summerlin con un pennarello.
Dopo la vicenda di Summerlin, negli Stati Uniti, l'espressione painting the mice (dipingere i topi) è diventata famosa come sinonimo di frode scientifica.